# DeCastro Sisters

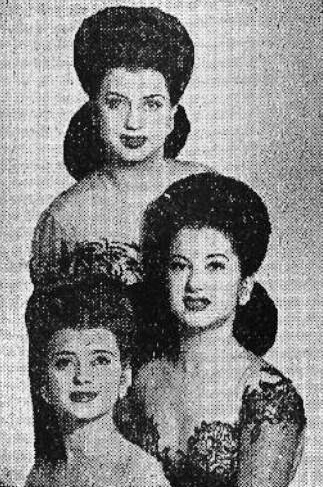
DeCastro Sisters 1944 im Billboard Magazine

Die DeCastro Sisters waren ein aus Kuba stammendes Gesangstrio, das in den USA in den 1950er Jahren mehrere Hits hatte.

## Geschichte
Das Trio bestand in seiner Urbesetzung aus den drei Schwestern Peggy DeCastro (1921–2004), Cherie DeCastro (1922–2010) und Babette DeCastro (1925–1992). Als Babette die Gruppe 1958 verließ, wurde sie von einer Cousine, Olgita DeCastro Marino (1931–2000), ersetzt.
Die Karriere der DeCastro Sisters begann auf Kuba, wo ihr Vater eine Zuckerrohrplantage besaß. Ihre größten Erfolge feierten sie im Las Vegas der 1950er Jahre.
1954 landeten die DeCastro Sisters, die einen Plattenvertrag bei Abbott Records erhalten hatten, mit ihrer ersten Single ihren größten Hit Teach Me Tonight, der Platz 3 der Billboard-Charts erreichte und 19 Wochen in den Charts blieb. Auch ihre zweite Veröffentlichung für Abbott erreichte die Top 20, Boom Boom Boomerang kam in den Juke-Box-Charts auf Platz 17, in den Best-Seller-Charts bis Platz 24. Nachdem ihre beiden folgenden Singles Too Late Now und Snowbound for Christmas nur die unteren Ränge der Charts erreichten, wechselten die DeCastro Sisters 1956 zu RCA Records, wo sie mit It's Yours, begleitet vom Joe Reisman Orchester, nur einen kleinen Erfolg verbuchen konnten. Ende der 1950er Jahre waren sie bei ABC Records unter Vertrag, ihr letzter Hit war 1959 eine Neuversion ihres großen Hits unter dem Titel Teach Me Tonight Cha Cha, den sie mit dem Orchester Don Costa einspielten.

## Auswahldiskographie
Aufgeführt sind die Singles, die in den Charts notiert wurden. Die Angaben umfassen das Erscheinungsjahr, Titel des Songs, Plattenfirma und Katalognummer, Platzierung in den US-Charts.
- 1954 – Teach Me Tonight – Abbott 3001 – Best-Seller-Charts # 3
- 1955 – Boom Boom Boomerang – Abbott 3003 – Juke-Box-Charts # 17, Best-Seller # 24
- 1955 – Too Late Now – Abbott 3011 – # 66
- 1955 – Snowbound For Christmas – Abbott 3012 – #84
- 1956 – It's Yours – RCA Victor 6661 – # 74
- 1958 – Who Are They To Say – ABC-Paramount 9932 – # 99
- 1959 – Teach Me Tonight Cha Cha – ABC-Paramount 9988 – # 78